# 亞馬遜河下口蜻鯰
亞馬遜河下口蜻鯰又名亞馬遜河倭甲蜻鯰，曾隸屬於倭甲蜻鯰屬（Nannoptopoma），為輻鰭魚綱鯰形目甲鯰科的其中一種，為熱帶淡水魚，分布於南美洲亞馬遜河及奧里諾科河流域，體長可達2.9公分，棲息在底層水域，生活習性不明。

## 扩展阅读
維基物種上的相關：亞馬遜河下口蜻鯰